# Umbilicus parviflorus
Umbilicus parviflorus är en fetbladsväxtart som först beskrevs av René Louiche Desfontaines, och fick sitt nu gällande namn av Dc.. Umbilicus parviflorus ingår i släktet navelörter, och familjen fetbladsväxter. Inga underarter finns listade i Catalogue of Life.